# Anauxesida
Anauxesida is een kevergeslacht uit de familie van de boktorren (Cerambycidae). De wetenschappelijke naam van het geslacht werd voor het eerst geldig gepubliceerd in 1894 door Jordan.

## Soorten
Anauxesida omvat de volgende soorten:
- Anauxesida camerunica Breuning, 1978
- Anauxesida guineensis Breuning, 1966
- Anauxesida nimbae Lepesme & Breuning, 1952
- Anauxesida amaniensis Breuning, 1965
- Anauxesida cuneata Jordan, 1894
- Anauxesida fuscoantennalis Breuning, 1964
- Anauxesida haafi Breuning, 1961
- Anauxesida insularis Breuning, 1943
- Anauxesida lineata Jordan, 1894
- Anauxesida longicornis (Fabricius, 1781)
- Anauxesida orientalis Breuning, 1948
- Anauxesida tanganjicae Breuning, 1958